# Semiothisa caesiaria
Semiothisa caesiaria là một loài bướm đêm trong họ Geometridae.